# Silao Malo
Silao Malo (ur. 30 grudnia 1990) – samoański piłkarz występujący na pozycji pomocnika. W 2012 roku wziął udział w Pucharze Narodów Oceanii.